# Sigurð Joensen
Jóhan Hendrik Sigurð Joensen (Gjógv, 27 aprile 1911 – Tórshavn, 1º ottobre 1993) è stato uno scrittore faroese.

## Biografia
Joensen è nato a Gjógv. Ha sposato Sigrið av Skarði nel 1938. Molti dei loro figli e nipoti divennero figure culturali di spicco nella società faroese, tra cui l'educatore Turið Sigurðardóttir, la poetessa e attrice Sigri Mitra Gaïni e l'antropologo sociale Firouz Gaïni. La loro nipote Sólrun Løkke Rasmussen è sposata con il primo ministro danese Lars Løkke Rasmussen.
Dal 1941 al 1945, Joensen è stato direttore del quotidiano in lingua faroese Búgvin. Nel 1948, Joensen fu uno dei fondatori del Partito Repubblicano Faroese insieme a Erlendur Patursson, Jákup í Jákupsstovu e Hanus við Høgadalsá, e dal 1958 al 1970 Joensen fu membro del Parlamento faroese.
Joensen ha ricevuto il premio del libro per bambini del consiglio di Tórshavn per le sue opere Kálvamuan (Il giovane vitello), Lítli Sjúrður (Piccolo Sigurd) e Lambamæið (Il piccolo agnello) nel 1977, e il Premio di letteratura faroese per Eg stoyti heitt nel 1987.

## Opere
- Gráa dunna (1958)
- Kálvamuan (Il giovane vitello, 1959)
- Lítli Sjúrður (Piccolo Sigurd, 1959)
- Lambamæið (Il piccolo agnello, 1959)
- Eg stoyti heitt I–II (1987)
- Hvíti tarvur (1991)
- Smálombini (1991)
- Tekstir 1940–1992 (1998)
- Kjørbreyt (1998)